# Епархия Святого Марона в Бруклине
Епархия святого Марона в Бруклине (лат. Eparchia Sancti Maronis Bruklyniensis Maronitarum) — епархия Маронитской католической церкви в районе Бруклин города Нью-Йорк, США. Кафедральным собором епархии святого Марона в Бруклине является собор Пресвятой Девы Марии Ливанской.

## История
10 января 1966 года Римский папа Павел VI издал апостольскую конституцию «Cum supreme», которой учредил Апостольский экзархат для верующих Маронитской католической церкви, проживающих в США. 29 ноября 1971 года апостольский экзархат был преобразован в епархию святого Марона в Детройте.
27 июня 1977 года кафедра епископа была перенесена в Бруклин и епархия стала называться епархией святого Марона в Бруклине. До 12 марта 1994 года, когда была создана ещё одна маронитская епархия Пресвятой Девы Марии Ливанской в Лос-Анджелесе, юрисдикция епархии святого Марона в Бруклине распространялась на всю территорию США.

## Ординарии епархии
- епископ Francis Mansour Zayek (27.01.1966 — 11.11.1996);
- епископ Stephen Hector Youssef Doueihi (11.11.1996 — 10.01.2004);
- епископ Gregory John Mansour (10.01.2004 — по настоящее время).

## Источник
- Annuario Pontificio, Libreria Editrice Vaticana, Città del Vaticano, 2003, ISBN 88-209-7422-3